# Хоффман, Кароль
Кароль Хоффман (пол. Karol Hoffmann, род. 1 июня 1989 года, Варшава, Польша) — польский легкоатлет, выступающий в тройном прыжке, серебряный призёр чемпионата Европы 2016 года, участник Олимпиады 2016. Пятикратный чемпион Польши (на открытом воздухе — 2011, 2012, 2014, 2016, в помещении — 2014), обладатель национального рекорда.

## Биография и карьера
Его отец, Здзислав Хоффман, был чемпионом мира 1983 года в тройном прыжке. Мать — Юстина Василевка. Кароль учился в лицее № 22 Хосе Марти. В детстве занимался футболом, а в 10 лет перешёл в лёгкую атлетику. Окончил Лодзинский университет.
Кароль дебютировал на международной арене в 2007 году на чемпионате Европы среди юниоров в Хенгело, где стал лишь 22-м в квалификации. Наивысшим достижением в его карьере на данный момент является второе место на чемпионате Европы 2016 года в Амстердаме. В этом же году на своей дебютной Олимпиаде он занял 12 место.

## Основные результаты
| Год  | Соревнование                    | Место проведения         | Место  | Результат |
| ---- | ------------------------------- | ------------------------ | ------ | --------- |
| 2007 | Чемпионат Европы среди юниоров  | Хенгело, Нидерланды      | 22 (q) | 15,00 м   |
| 2008 | Чемпионат мира среди юниоров    | Быдгощ, Польша           | 10     | 15,42 м   |
| 2011 | Чемпионат Европы среди молодёжи | Острава, Чехия           | 10     | 16,21 м   |
| 2012 | Чемпионат Европы                | Хельсинки, Финляндия     | 6      | 16,74 м   |
| 2014 | Чемпионат мира в помещении      | Сопот, Польша            | 5      | 16,89 м   |
| 2016 | Чемпионат Европы                | Амстердам, Нидерланды    | 2      | 17,16 м   |
| 2016 | Летние Олимпийские игры         | Рио-де-Жанейро, Бразилия | 12     | 16,31 м   |